# Mimmo Calopresti
Domenico Calopresti detto Mimmo (Polistena, 4 gennaio 1955) è un regista, sceneggiatore e attore cinematografico italiano.

## Biografia
Dopo la militanza in gioventù nell'organizzazione politica "Lotta Continua" e la produzione della fanzine antagonista "Blood", inizia la sua carriera all'Archivio audiovisivo del movimento operaio e democratico (AAMOD), per il quale realizza nel 1985 il video A proposito di sbavature che vince il primo premio al Festival Cinema Giovani di Torino. In seguito realizza diversi documentari e cortometraggi, fra cui Fratelli minori (1987), Ripresi (1987) e Alla Fiat era così (1990).
All'inizio degli anni novanta inizia la sua collaborazione con la Rai, per la quale realizza Paolo ha un lavoro (1991) e Paco e Francesca (1992). Sempre per l'AAMOD realizza 1943 - La scelta e Pane, Pace, libertà 1943-1945. L'esordio cinematografico avviene nel il 1995, quando realizza La seconda volta, con Valeria Bruni Tedeschi (che sarà poi una delle sue "attrici feticcio"), Marina Confalone e Nanni Moretti. La sceneggiatura si aggiudica il premio Solinas e la pellicola, che racconta dell'incontro fra una vittima delle Brigate Rosse e un'ex brigatista, viene presentato nella "sezione ufficiale" del Festival di Cannes.
Nel 1998 realizza La parola amore esiste, sempre con Valeria Bruni Tedeschi e Marina Confalone, affiancate da Fabrizio Bentivoglio, Massimo Bonetti e Gérard Depardieu. Il film vince il Nastro d'argento come Miglior soggetto originale. Nel 1999 firma il documentario per la TV Tutto era Fiat, seguito da Preferisco il rumore del mare (2000).
Nel 2001 è chiamato a far parte della giuria del Festival di Cannes; nello stesso anno partecipa al film documentario Pier Paolo Pasolini e la ragione di un sogno di Laura Betti e Paolo Costella. Negli anni successivi si cimenta anche come attore in tre film: Le parole di mio padre (2002) di Francesca Comencini, tratto dal romanzo di Italo Svevo La coscienza di Zeno, La felicità non costa niente (2003) accanto a Vincent Pérez, Valeria Bruni Tedeschi, Francesca Neri e Laura Betti, e nell'opera prima, da regista, di Valeria Bruni Tedeschi, È più facile per un cammello....
Membro della giuria alla 61ª Mostra del cinema di Venezia nel 2004, nel 2006 firma il documentario Volevo solo vivere che affronta il tema dell'Olocausto. Nel 2007 dirige L'abbuffata, di cui cura anche il soggetto, interpretato da Gérard Depardieu, Diego Abatantuono, Valeria Bruni Tedeschi, Donatella Finocchiaro, Nino Frassica e Paolo Briguglia. Nel 2007 si è candidato alle primarie del Partito Democratico in una lista di Palmi a sostegno di Walter Veltroni.
Nel luglio del 2008 la sua città natale, Polistena, ha intitolato l'annuale Festival del Cinema "Preferisco il rumore del mare", consegnandogli per il secondo anno consecutivo il premio Cultura Cinematografica Città di Polistena. Lo stesso anno alla 65ª Mostra del cinema di Venezia, ha presentato il documentario La fabbrica dei tedeschi, sull'incidente di Torino alla fabbrica ThyssenKrupp.
Nel 2009 presenta il documentario La maglietta rossa, dedicato alla finale di Coppa Davis del 1976, e all'acceso clima di polemiche, che stava per spingere la squadra italiana a boicottare la partita a Santiago del Cile; e a come, proprio per la finale, il tennista Adriano Panatta improvvisò una curiosa forma di protesta contro la dittatura di Pinochet. Dal 2003 al 2010 è stato presidente della Fondazione archivio audiovisivo del movimento operaio e democratico.
Nel 2010 collabora alla sceneggiatura del nuovo film di Mario Monicelli, La nuova armata Brancaleone. Nel 2013 la Alien Films di Mimmo Calopresti ed Eileen Tasca produce il film Mirafiori Lunapark, per la regia di Stefano Di Polito, con Alessandro Haber, Giorgio Colangeli e Antonio Catania, storia di tre pensionati della Fiat hanno un piccolo grande sogno: trasformare una fabbrica dismessa in un lunapark.
Nel 2015 realizza il film, Uno per tutti, adattamento piuttosto libero dal romanzo omonimo di Gaetano Savatteri, interpretato da Isabella Ferrari, Fabrizio Ferracane, Giorgio Panariello e Thomas Trabacchi e girato interamente a Trieste. Nel 2016 gira La fabbrica fantasma, un documentario inserito nell'ambito di “A mano disarmata”, forum multimediale di informazione contro le mafie nate da un'idea di Paolo Butturini e sostenuto dalla Federazione Nazionale Stampa Italiana, in cui racconta il mondo delle contraffazioni da Napoli a Budapest, fino al fiume Tisza, al confine tra l'Ungheria e l'Ucraina, accesso privilegiato dei traffici clandestini per l'Europa.
Nel 2017 gira Immondezza - La bellezza salverà il mondo, un docufilm, omaggio a Pier Paolo Pasolini, prodotto da Magda Film e AICA, che racconta una corsa contro i rifiuti dal Vesuvio all'Etna che ha avuto Roberto Cavallo come protagonista; il docufilm ha vinto l'Awareness Film Festival di Los Angeles, è stato in concorso al terzo Festival internazionale del documentario “Visioni dal Mondo – Immagini dalla Realtà” a Milano, al Kuala Lumpur Eco Film Festival (Kleff), al Festival internazionale ambientale di cinema (Ficma) di Barcellona, nella sezione dei documentari internazionali corti, e al Foggia Film Festival. 
A luglio 2024 presenta in anteprima al Magna Graecia Film Festival, il documentario Cutro Calabria Italia, racconto del naufragio avvenuto davanti alle coste di Cutro, la notte tra il 25 e il 26 febbraio 2023, nel quale persero la vita tragicamente 94 migranti, dei 180 presenti sull'imbarcazione.

## Filmografia

### Regista

#### Documentari
- Ripresi – cortometraggio (1987)
- Fratelli minori – cortometraggio (1987)
- Alla Fiat era così (1990)
- Paolo ha un lavoro – cortometraggio (1991)
- Remzija – cortometraggio (1992)
- Tutto era Fiat – documentario TV (1999)
- L'ora della lucertola – videodocumentario (2004)
- Una bellissima bambina – cortometraggio (2004)
- Come si fa a non amare Pier Paolo Pasolini - Appunti per un film sull'immondezza – cortometraggio documentaristico (2005)
- Dov'è Auschwitz? (2005)
- Torino è la mia città (2007)
- Perfect Day, episodio di L'Aquila 2009 - Cinque registi tra le macerie (2009)
- La maglietta rossa (2009)
- 1960 I ribelli – cortometraggio TV (2010)
- Uno al giorno – cortometraggio (2012)
- Madre di pietà – cortometraggio (2013)
- Socrates uno di noi (2014)
- La fabbrica fantasma (2016)
- Immondezza - La bellezza salverà il mondo (2017)
- Gianni Versace: L'Imperatore dei sogni (2023)
- Cutro Calabria Italia (2024)

#### Lungometraggi
- La seconda volta (1995)
- La parola amore esiste (1998)
- Preferisco il rumore del mare (2000)
- La felicità non costa niente (2003)
- Volevo solo vivere (2006)
- L'abbuffata (2007)
- La fabbrica dei tedeschi (2008)
- Uno per tutti (2015)
- Aspromonte - La terra degli ultimi (2019)
- Romanzo radicale – film TV (2022)

### Attore
- La parola amore esiste, regia di Mimmo Calopresti (1998)
- Preferisco il rumore del mare, regia di Mimmo Calopresti (2000)
- Le parole di mio padre, regia di Francesca Comencini (2001)
- La felicità non costa niente, regia di Mimmo Calopresti (2003)
- Mirafiori Lunapark, regia di Stefano Di Polito (2014)
- Il vangelo secondo Mattei, regia di Antonio Andrisani e Pascal Zullino (2017)
- Cattiva coscienza, regia di Davide Minnella (2023)

## Scrittore
- Io e l'avvocato : storia dei nostri padri, collana Strade blu, Milano, Mondadori, 2013, ISBN 9788804624721, LCCN 2013373863.

## Premi e riconoscimenti
- Ciak d'oro
  - 1996 - Migliore opera prima per La seconda volta[4]
  - 2020 - Candidatura a miglior regista per Aspromonte - La terra degli ultimi[5]